# 잭스 (밴드)
잭스(일본어: ジャックス, 영어: Jacks)는 1960년대 후반 활동한 일본의 사이키델릭 록 밴드이다. 활동하던 당시에는 그다지 인기가 없었으나 해체 이후에 평가가 높아져 일본 록의 선구자중 하나로 인정받았다.

## 개요
1965년 여름 고등학교 동창인 하야카와 요시오, 高橋末広、松原絵里 등 3인이 밴드 나이팅게일 결성하여. 자작곡을 연주하기 시작했다. 1966년 여름 후지 TV 포크송 경연에 윈드밀스라는 이름으로 참가했고 이후 밴드명을 잭스로 바꾸었다.
1967년 5월 멤버가 하야카와 요시오, 水橋春夫、谷野ひとし、木田高介로 확정되었고 1968년 9월 1집 잭스의 세계를 발매했다. 약간의 라이브활동을 가졌으나 인기가 생기지 않아 1969년 7월 해산을 선언했고 1969년 10월 2집 잭스의 기적이 발매되었다.
잭스의 특징으로는 청년의 고뇌를 다룬 가사, 하야카와 요시오의 감정넘치는 보컬, 그리고 재즈적 접근을 포함한 기타사운드를 들 수 있다.
당시 일본 음악계는 상업성 짙은 그룹사운드와 가사에 집중한 포크송의 두 방향이 주류였다. 그에 비해 퇴폐적인 잭스는 그다지 호응이 없었다. 하야카와는 해산의 주요 이유중 하나로 인기없음을 꼽았다.
이 독자적인 정신성과 사상성때문에 이들은 언더그라운드 음악의 초기형태로 간주된다. 프로그레시브 록을 떠올리가 하는 곡 구성과 이후 더 포크 크루세이더스, 해피엔드 (밴드)등과 함께 서양 모방에서 벗어난 일본의 뉴 록을 만들어낸 선구자로 재평가받기 시작했다.
70년대말 더 스탈린을 비롯해 다수의 뮤지션들이 영향을 준 밴드로 잭스를 언급했다. AUTO-MOD나 다운타운 부기우기 밴드 등이 잭스의 곡을 커버했다. 재발매 요청이 이후 쇄도하여 85년 베스트 앨범이 나왔고 이후 다수의 편집음반이 발굴되었다.

## 음반 목록
- 1968 Vacant World
- 1969 Jacks Super Session